# 2503 Liaoning
2503 Liaoning eller 1965 UB1 är en asteroid i huvudbältet som upptäcktes den 16 oktober 1965 av Purple Mountain-observatoriet i Nanjing, Kina. Den är uppkallad efter den kinesiska provinsen Liaoning.
Asteroiden har en diameter på ungefär 6 kilometer.